# Человек-паук (фильм, 1978)
Человек-паук (яп. スパイダーマン) — короткометражный фильм 1978 года, основанный на персонаже Marvel Comics Человеке-пауке, а также спин-офф японского телесериала о нём. Фильм демонстрировался в кинотеатрах только в Японии.

## Сюжет
Сюжет фильма проходит между десятым («Пылающий ад») и одиннадцатым («Ультраотражения профессора Монстера») эпизодами.
Армия Железного Креста саботирует нефтеналивные танкеры с помощью своего монстра, морского дьявола, полумеханической антропоморфной меч-рыбы, стреляющей торпедами изо рта. Человек-паук обращается за помощью к агенту Юдзу Мамии, чтобы вместе остановить армию Железного Креста. Человек-паук использует своего дистанционно управляемого Марвеллера, чтобы остановить «Морского дьявола», когда тот направится в город. «Морской дьявол» начинает взрывать промышленный комплекс, в результате чего его ракеты взрываются в воздухе. После этого мастер монстра заставляет его вырасти до гигантских размеров, а Человек-паук использует своего Марвеллера, чтобы превратиться в гигантского робота, дабы сразиться с монстром. Используя гигантский меч, Человек-паук побеждает Морского дьявола.

## В ролях
| Актёр        | Роль                         |
| ------------ | ---------------------------- |
| Синдзи Тод   | Такуя Ямасиро / Человек-паук |
| Нобору Накая | Юдзо Мамии                   |

## Производство
Режиссёром картины стал Коити Такэмото, а сценарий написал Сусуму Такаку. В фильме впервые появляется персонаж Юдзо Мамия, который впоследствии появится ещё в трёх эпизодах телесериала (11, 12 и 14). Фильм имел такую же продолжительность, как и эпизоды телесериала, но был снят в широкоэкранном формате.
Трюки в фильме были поставлены профессиональными хореографами и акробатами в рамках Японского клуба действий JAC.

## Релиз
Фильм был показан на кинофестивале Toei Manga Matsuri 22 июля 1978 года. В 2009 году он, как и все эпизоды сериала, был доступен для просмотра на официальном сайте Marvel, где именовался как «Нулевой эпизод». Однако впоследствии и фильм, и все остальные эпизоды были убраны с данного сайта.